# Parque de la Memoria de Sartaguda

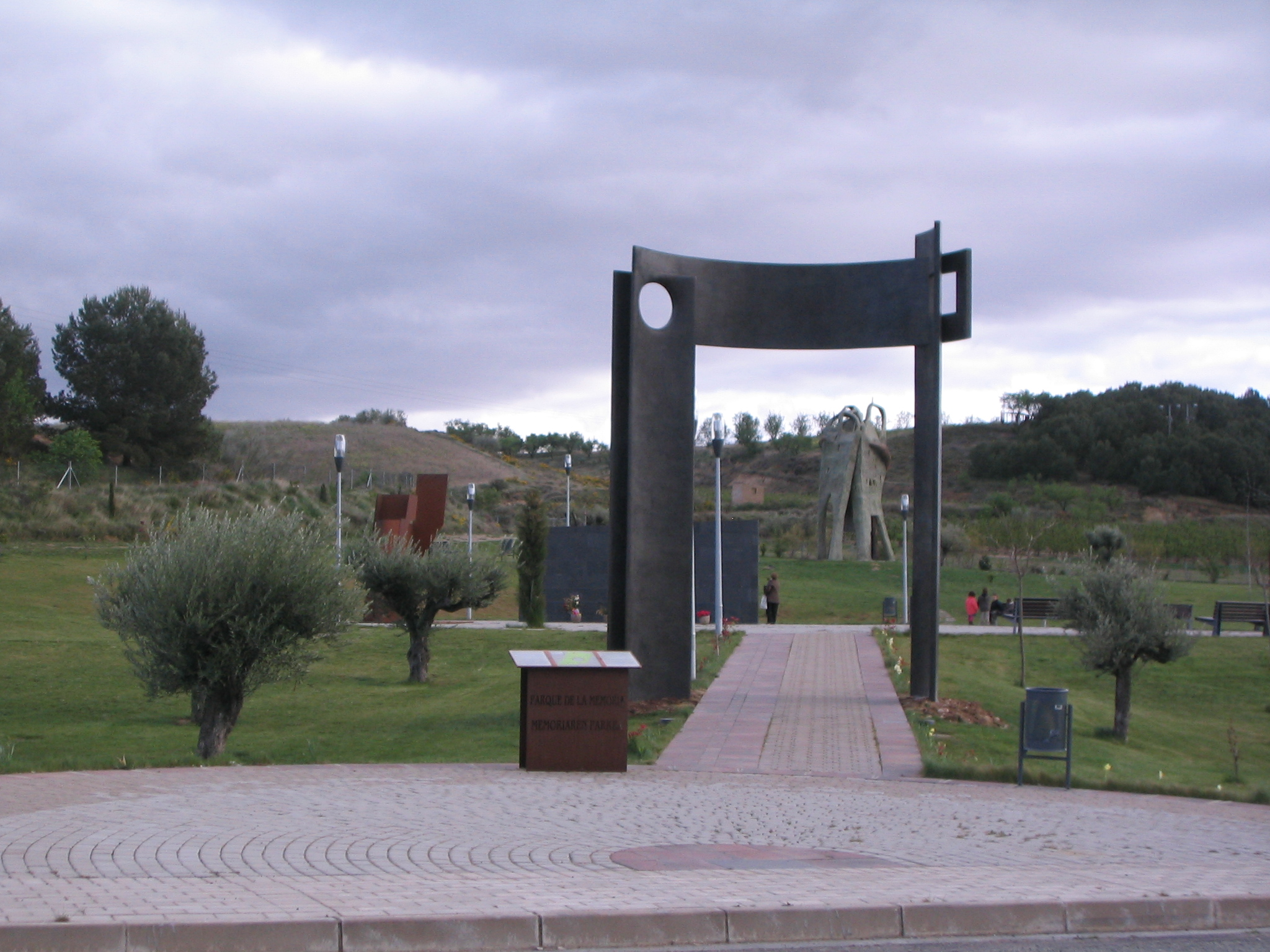
Vista parcial del Parque de la Memoria. En primer término la entrada con Atariaren beasarkada, en la plaza circular a la izquierda Como una hoz atávica y mortal y a su lado el muro de los asesinados. Al fondo Los acribillados en el Santa Cruzada.

El parque de la Memoria es un monumento a las víctimas navarras que se produjeron a raíz del golpe militar de 1936 contra la Segunda República y la posterior guerra civil. Está situado en el municipio navarro de Sartaguda (España), localidad que sufrió una brutal represión por los sublevados en armas contra la legalidad de la República, llegándosela a conocer con el sobrenombre de el pueblo de las viudas.

## Historia
El parque de la Memoria fue inaugurado el 10 de mayo del 2008 con presencia de miles de personas, muchos de ellos familiares de los fusilados y de personas conocidas del ámbito académico y cultural y de todos los partidos políticos, con la excepción de UPN y del CDN. Su construcción se sustenta en la "Declaración a favor del reconocimiento y reparación moral de las ciudadanas y ciudadanos fusilados a raíz del 36" realizada por el Parlamento de Navarra el 10 de marzo del año 2003 a propuesta de la Asociación de Familiares de Fusilados y Desaparecidos de Navarra a raíz del golpe militar del 18 de julio. En esta declaración se realizó la siguiente consideración: 

Es público y notorio que en Navarra, uno de los lugares donde se gesto el golpe	 militar contra la república democráticamente constituida, no se desarrolló en 1936 enfrentamiento bélico alguno, y sin embargo, unas tres mil personas fueron asesinadas por ser consideradas afines a la República o simplemente por sus ideas.

Tras la muerte del dictador Franco, en muchos casos los familiares y amigos de los asesinados desenterraron los cadáveres de cunetas, descampados y tapias. Lo hicieron  a la luz del día, con el cariño y la dignidad de sus allegados, pero sin el reconocimiento oficial.

	
En nuestra querida tierra un velo de silencio cubre estos acontecimientos, a pesar de afectar directamente a varias decenas de miles de ciudadanas y ciudadanos navarros que en la intimidad y ni sin temor transmiten de generación en generación aquella .../... el Parlamento de Navarra declara que aquellos hombres y mujeres fueron vilmente asesinados sin juicio, sin nada que lo justifique, antes al contrario defendieron con sus vidas la libertad, el progreso y la justicia social. Por ello, no dudamos en proclamar que forman parte de la selecta pléyade de navarros y navarras que mayores aportaciones ha realizado a favor del bien común de nuestra tierra. Murieron por la libertad y la justicia social y desde el Parlamento de Navarra les rendimos nuestro más sincero reconocimiento y homenaje.

La "Asociación Pueblo de las Viudas de Sartaguda" y de la "Asociación de Familiares de Fusilados y Desaparecidos de Navarra a raíz del golpe militar de 1936" tuvieron la iniciativa que erigir un monumento escultura de recuerdo a estas víctimas e instaron al Gobierno de Navarra a apoyar económicamente su construcción. El monumento, que tiene la forma de parque con varias obras escultóricas de relevantes artistas, se levantó con la aportación económica del Gobierno de Navarra, de la Administración del Estado (Ministerio de la Presidencia del Gobierno de España), de 85 ayuntamientos de la Comunidad Foral y particulares.
La recaudación de las ayudas fue dificultada por la actitud de Unión del Pueblo Navarro (UPN) que se mostró, generalmente, reticente a la aprobación de las mismas. Aun cuando en algunos municipios, como el de Tudela esa fuerza política apoyó las aportaciones para el proyecto.

## Descripción del monumento

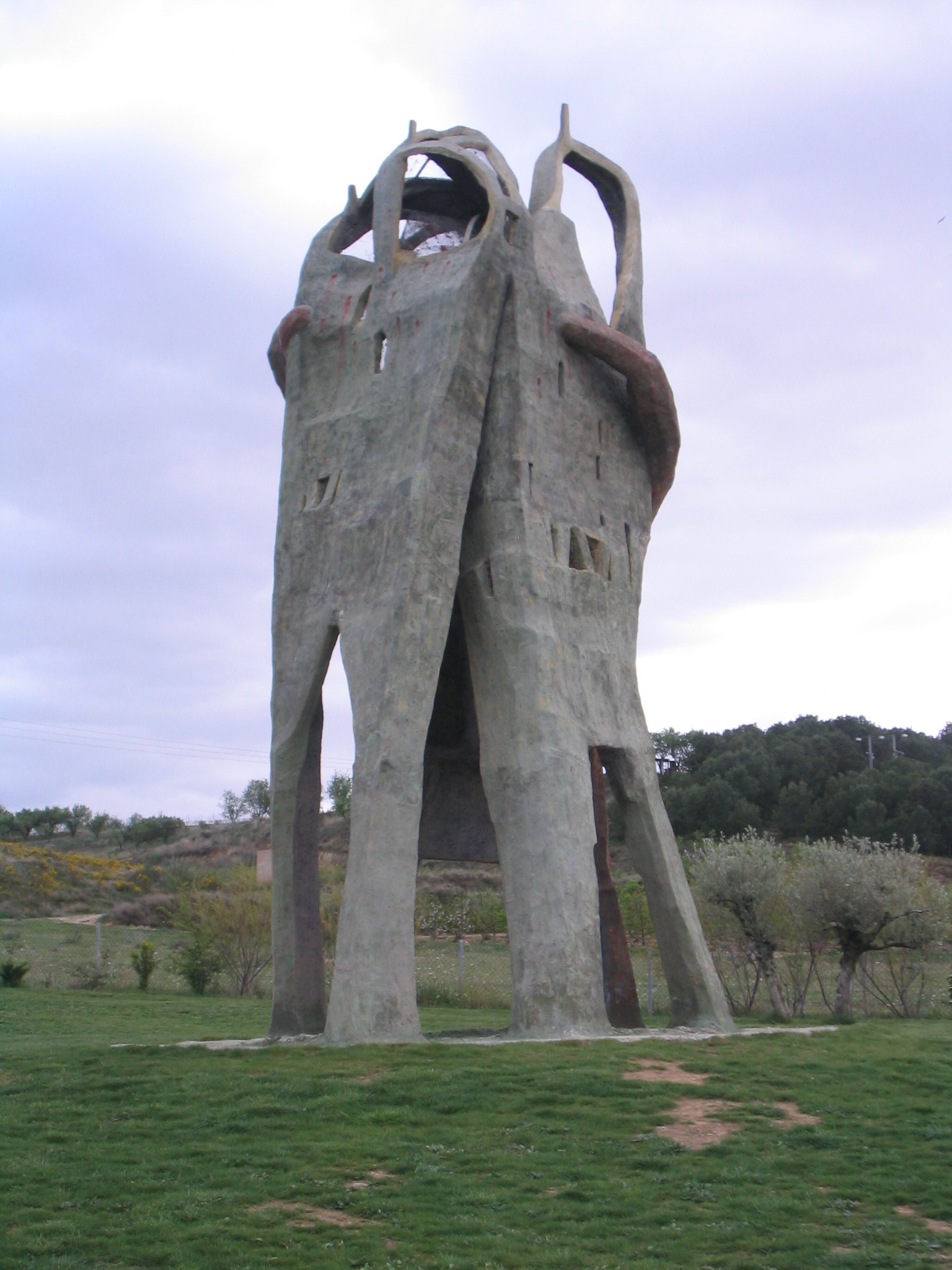
Los acribillados en el Santa Cruzada de Joxe Ulibarrena.

El parque ocupa una superficie de 6.000 m² (cedidos por el ayuntamiento de Sartaguda) en la que se ubican obras escultóricas de diferentes artistas. La obra central es un muro de 7 metros de largo y 2,5 de alto donde se recogen, en ambas caras, los 3.444 nombres de las víctimas ocasionadas por los hechos acaecidos a raíz del golpe militar del 18 de julio de 1936.
El recinto está vallado y consta de una entrada en la cual se expone un panel explicativo de la obra. De esta entrada parte un camino en el que se halla, como puerta monumental la obra de José Ramón Anda Atariaren beasarkada (puerta del abrazo). El camino llega a una plaza circular en la que se hallan varias obras. A la izquierda encontramos la obra de Néstor Basterrechea Como una hoz atávica y mortal, a su lado  El muro de los asesinados, con los 3.444 nombres de las víctimas. A la derecha está el rincón de los escritores con varios paneles de hierro donde están grabados textos en euskera y castellano que hacen referencia a la barbarie de la guerra civil y algunos escritos sobre un pequeño panel. Dichos textos son de Pablo Antoñana, Bernardo Atxaga, Castillo Suárez, Jokin Muñoz, Montxo Armendáriz y José María Jimeno Jurío.
Sobre la plaza circular y en línea con Atariaren beasarkada se ubica un monumento de hormigón de Joxe Ulibarrena titulado  Los acribillados en el Santa Cruzada. Al comienzo del camino hacia este monumento se inician dos pequeñas sendas que llevan a sendos pequeños espacios de descanso. En la parte de abajo de la plaza, otra pequeña senda que parte de la izquierda, lleva a otro pequeño espacio de descanso.

## Las víctimas
Los 3.431 nombres de las víctimas están agrupados de la siguiente forma; 2.700 vecinos fusilados en sus pueblos, los 567 que murieron en el Fuerte San Cristóbal, los navarros muertos en el campo de concentración de Mauthausen de Alemania y los que perdieron la vida en los trabajos forzados impuestos como castigo por la dictadura militar franquista.
Al año de su inauguración se añadieron 24 nuevos nombres en el muro, siendo 3.444 las víctimas que constan en el mismo, y se realizó un homenaje.

## Otros parques de la Memoria
Existen otros monumentos similares y con el mismo sentido, el recordar y honorar la memoria de las víctimas de la represión.
Argentina
- Parque de la Memoria. Ubicado en Buenos Aires recuerda a las víctimas del régimen militar de terrorismo de Estado conocido como Proceso de Reorganización Nacional (1976-1983).

Alemania
- Memorial del Holocausto. Ubicado en Berlín recuerda a las víctimas del Holocausto de la Alemania nazi.